# Pendelfeder

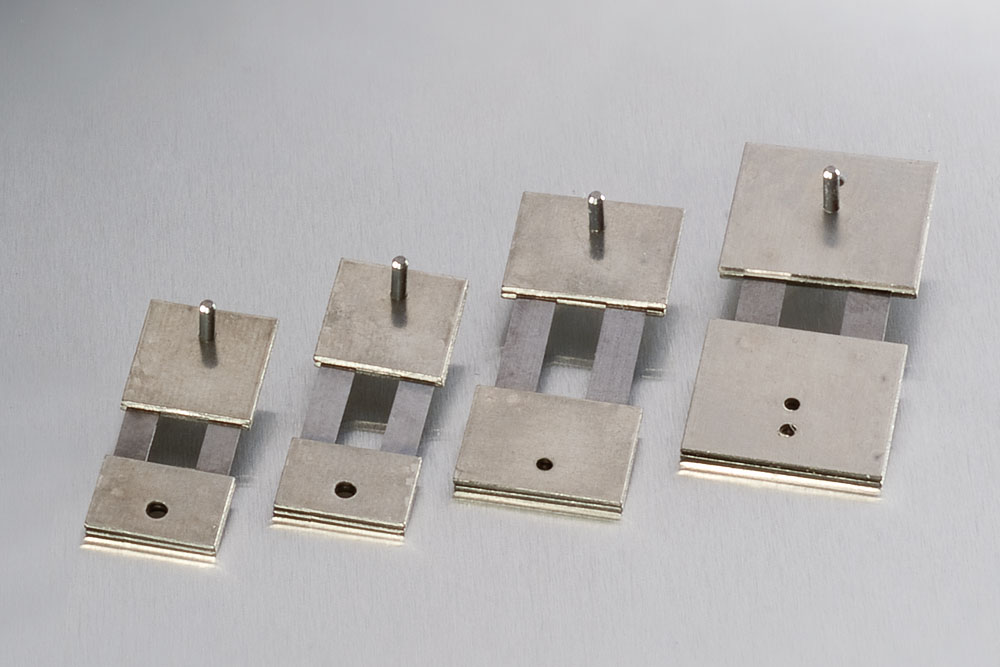
Pendelfedern, eingespannt in Metallbacken

Eine Pendelfeder, auch Aufhängfeder genannt, dient als Federaufhängung zum Aufhängen eines Pendels bei ortsfesten Uhren mit einem Pendel als Gangregler (Pendeluhren).

## Pendelfeder
Diese Art der Pendelaufhängung kann bei allen Pendeluhrarten zum Einsatz kommen. Sie lässt das Pendel nahezu ohne Reibung schwingen.
Die Pendelfeder besteht aus einer oder aus zwei parallel angeordneten Blattfedern, die an ihrem oberen und unteren Ende jeweils in einem Paar von Metallbacken eingespannt sind. Durch die Verwendung von zwei Federn wird das Schlingern des Pendels (Drehung um die senkrechte Achse) reduziert. Das obere Backenpaar ist mit dem Werkgestell oder dem Gehäuse der Uhr verbunden (z. B. eingespannt), am unteren wird über ein Zwischenstück die Pendelstange eingehängt.
Gefertigt wird die Feder aus dünnen Federstahl-Streifen (Dicke ca. 0,05 bis 0,1 mm, Breite ca. 2 mm). Gestalt und Stärke einer Pendelfeder werden nach dem Gewicht des Pendels gewählt. Der Drehpunkt, um den sich das Pendel dreht, liegt ein wenig oberhalb der Mitte der Feder. Er sollte mit der Drehachse des Ankers zusammenfallen.

### Mögliche Probleme bei der Pendelfeder
Wenn die Pendelfeder keine ausreichende Qualität aufweist, weil z. B. die zwei Einzelblattfedern unterschiedlich lang oder die Federn verbogen sind, kann es trotzdem zum Schlingern des Pendels kommen.
Auch eine Pendelfeder, die oben zu fest eingespannt ist, kann, wenn sie nicht genau senkrecht ausgerichtet ist, zum Schlingern neigen.
Sie sollte leicht beweglich auf dem Stift laufen, ohne aber seitliches Spiel zu haben.

### Zur Theorie des Schlingerns
Stellt man sich vor, der untere Teil der Metallbacken sei in zwei Teile zersägt, so dass zwei einzelne Federn entstehen, an denen dann jeweils zwei – auch zersägte Pendelhälften hängen, dann hat man zwei unterschiedliche Schwingungssysteme, die im Idealfall auch genau gleich schwingen, dann ist es auch unerheblich, ob die untere Metallbacke geteilt ist oder nicht.
Sind die einzelnen Blattfedern aber unterschiedlich lang, dann schwingen diese ‚Einzelpendel‘ mit einer unterschiedlichen Frequenz.
Durch die untere Metallbacke, die im Normalfall nicht geteilt ist, werden diese unterschiedlichen Schwingungen aber zwangssynchronisiert, was dann zum Schlingern führt, weil die untere Metallbacke sich an der einen Seite schneller bewegt als an der anderen und damit schlingert auch das Pendel.
Die Energie, die für das Schlingern aufgebracht werden muss, muss nun auch durch die Energie des Uhrwerkantriebs erbracht werden, und geht dem eigentlichen Antrieb damit verloren, d. h. ein schlingerndes Pendel schwingt weniger gut.
Alle anderen Theorien wie: zu lange, zu kurze, zu steife, zu schwache, zu lose eingespannte und viele andere sind Versuche, das Problem an der falschen Stelle beheben zu wollen.
Auch eine Erklärung über das 'Foucaultsche Pendel' geht in die falsche Richtung.
Wenn einer dieser Vorschläge das Schlingern vielleicht reduzieren kann, ist es aber immer nur ein Versuch an den Symptomen herumzudoktern.

### Ein Beispiel aus dem Leben
Ein Kind schaukelt auf einer Schaukel. Sind beide Ketten gleich lang, schaukelt es perfekt, sind sie unterschiedlich lang, schlingert es wie das Pendelbeispiel.

## Drehpendelfeder

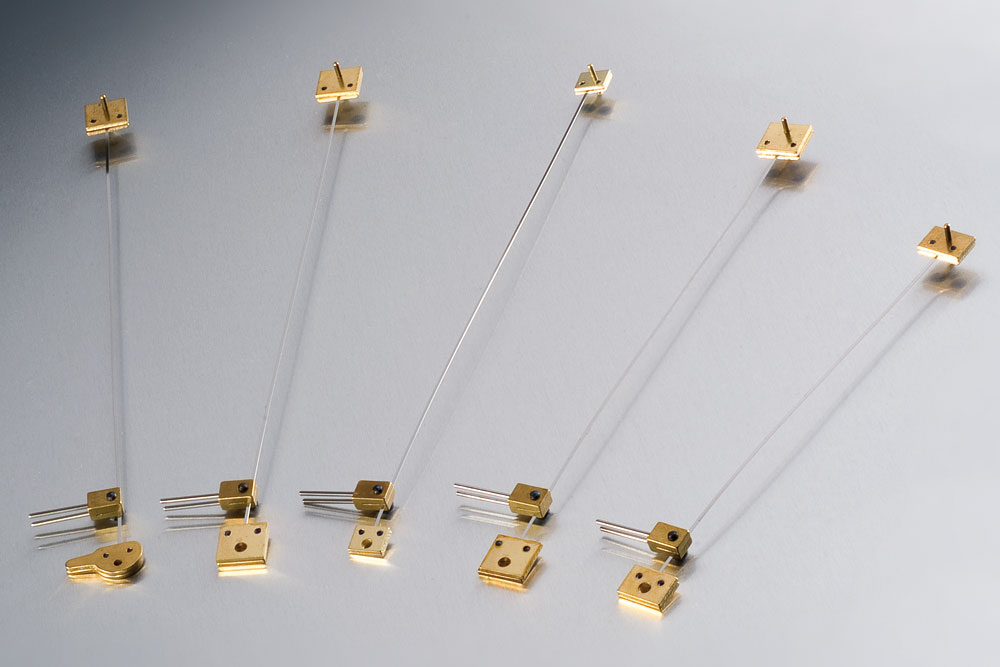
Drehpendelfeder

Bei Drehpendeluhren werden meistens Torsionsfedern mit rechteckigem Querschnitt verwendet. Die Feder dient einerseits als Aufhängung der Unruh, die hier um eine senkrechte Achse rotiert, und andererseits als Gangfeder, die zusammen mit der Unruh das schwingungsfähige System (Gangregler) bildet. Typisch ist eine Breite des Drahts von 0,6 mm und Stärken um 0,06 mm.